# Luke Helder
Lucas John "Luke" Helder (5 de maio de 1981), também conhecido como Midwest Pipe Bomber, é um terrorista doméstico americano e ex-aluno da Universidade de Wisconsin-Stout de Pine Island, Minnesota. Ele foi preso em 2002 como suspeito de atentados a bomba em caixas de correio, que feriram várias pessoas. Em 2004, ele foi considerado mentalmente incapaz para ser julgado e ainda está encarcerado em um centro médico federal.

## Atentados
Em 2002, enquanto frequentava a Universidade de Wisconsin-Stout, Helder planejou plantar bombas caseiras em caixas de correio em todos os Estados Unidos para criar um formato de rosto sorridente no mapa dos Estados Unidos. As bombas, que estavam cheias de projéteis e pregos, foram elaboradas para explodir quando as caixas de correio fossem abertas. Bombas finalizadas e equipadas foram encontradas em Nebraska, Colorado, Texas, Illinois e Iowa . Em Iowa, seis pessoas, incluindo quatro carteiros, ficaram feridas quando as bombas detonaram. No final das contas, Helder plantou 18 bombas e percorreu 3,200 milhas (5,150 km) .
Ele foi parado pela polícia em Nebraska, Oklahoma e Colorado por excesso de velocidade e não uso do cinto de segurança, mas não foi preso. Eventualmente, ele foi capturado na zona rural de Nevada antes de conseguir completar o sorriso. No momento de sua prisão, a polícia procurava um suspeito desconhecido dirigindo um Honda Accord preto. Muitos jornais noticiaram que ele estava vestindo uma camiseta de Kurt Cobain. Os atentados foram amplamente cobertos pela mídia dos EUA.

## Personalidade, anotações e teorias

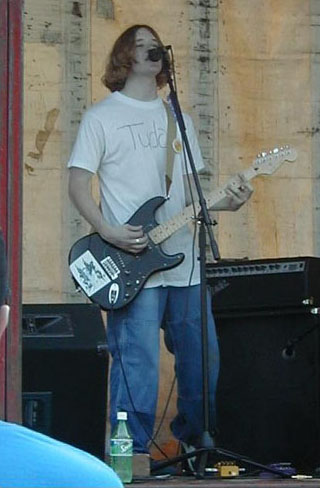
Helder se apresentando com sua banda Apathy em sua cidade natal, Pine Island, Minnesota

Helder não estava entre os primeiros da turma da faculdade, mas os seus professores o descreveram como um aluno razoavelmente bom, quieto e educado, e no início houve confusão sobre qual poderia ser a motivação para os bombardeios. Família, amigos e muitos conhecidos referiam-se a Helder como normal e sem propensão para magoar as pessoas. Mas o seu colega de quarto notou que Helder tinha recentemente ficado obcecado com a morte, tinha começado a fumar marijuana, e recitava extensos monólogos sobre as suas novas crenças espirituais aos seus amigos (dos quais eles tinham, na sua maioria, "rido").

No ano anterior à sua prisão, Helder tornou-se apaixonado pelas técnicas de projeção astral e passou a acreditar que a morte da carne e do corpo não é o fim da existência, como evidenciado pelo manifesto que enviou ao The Badger Herald da Universidade de Wisconsin no início da onda de bombardeios. O ensaio também inclui declarações como:
"Estou tomando medidas muito drásticas na tentativa de fornecer essa informação a você. . . No final vou morrer/mudar por isso, mas tudo bem, hahaha o paraíso me espera! Estou descartando alguns indivíduos da realidade, para mudar todos vocês para melhor" 
Notas anexadas às bombas denunciavam o controle governamental sobre a vida quotidiana, negava que qualquer pessoa que tivesse morrido estivesse realmente morta e prometia mais mensagens do mesmo tipo.

## Julgamento
Em Abril de 2004, um juiz federal considerou Helder incompetente para ser julgado.  Embora um juiz possa libertar Helder se os médicos descobrirem que ele não representa uma ameaça para a sociedade, os juristas duvidam desta possibilidade devido à natureza violenta dos seus crimes. Ele foi diagnosticado com transtorno esquizoafetivo .
Em 2013, um juiz federal ordenou que Helder fosse reavaliado quanto à competência para ser julgado. Helder continua encarcerado no Centro Médico Federal em Rochester, Minnesota .

## Histórico Musical
Antes de sua onda de bombardeios, Helder era membro do Apathy, uma banda grunge de Rochester, Minnesota . Embora a banda tenha feito sucesso apenas em escala local, eles gravaram um CD, Sacks of People, no final do primeiro verão juntos. Eles próprios financiaram e lançaram o álbum. Hélder era fã de Kurt Cobain. Ele decorou seu dormitório com pôsteres e decorações do Nirvana (banda de Kurt Cobain). Um colega de banda do Apathy comentou que Helder tinha "um estilo interessante de cantar" e escrevia muitas das letras das faixas do grupo, não tendo uma compreensão completa do seu significado.
Quando surgiu a notícia de que Helder era o responsável pelos atentados, a mídia fez menção significativa ao seu status como músico. Muitos críticos musicais lutaram para adquirir cópias do CD do Apathy, algumas das quais foram leiloadas no eBay por até US$ 200.